# 福岡東郵便局
福岡東郵便局（ふくおかひがしゆうびんきょく）は、福岡県福岡市東区にある郵便局。民営化前の分類では集配普通郵便局であった。

## 概要
住所：〒813-8799 福岡県福岡市東区香椎浜1-9-5

### 併設施設
- ゆうちょ銀行福岡東店（熊本支店福岡東出張所）：取扱店番号740470

## 沿革
- 1880年（明治13年）2月1日 - 浜男（はまお）郵便局（五等）として開設[1]。
- 1881年（明治14年）4月1日 - 香椎（かしい）郵便局に改称[1]。
- 1885年（明治18年）10月1日 - 貯金取扱を開始[1]。
- 1892年（明治25年）5月16日 - 為替取扱を開始[1]。
- 1962年（昭和37年）11月1日 - 特定郵便局から普通郵便局に局種別改定[2]。
- 1964年（昭和39年）2月12日 - 電話交換、和文電報配達、国内欧文電報受付・配達および国際電報受付・配達の各事務を香椎電報電話局に移管。
- 1972年（昭和47年）4月1日 - 福岡東郵便局に改称。
- 1984年（昭和59年）2月6日 - 東区千早五丁目から、同区香椎浜一丁目に局舎を新築、移転。
- 1997年（平成9年）6月23日 - 外国通貨の両替および旅行小切手の売買に関する業務取扱を開始。
- 2007年（平成19年）5月21日 - 久山郵便局（811-2599→811-2501）から集配業務を移管[3]。
- 2007年（平成19年）10月1日 - 民営化に伴い、併設された郵便事業福岡東支店、ゆうちょ銀行福岡店に業務の一部を移管。
- 2012年（平成24年）4月1日　併設のゆうちょ銀行福岡店が福岡東店に改称[4]。
- 2012年（平成24年）10月1日 - 日本郵便株式会社発足に伴い、郵便事業福岡東支店を福岡東郵便局に統合。

## 取扱内容

### 福岡東郵便局
- 郵便、印紙、ゆうパック、内容証明
- 生命保険、バイク自賠責保険、自動車保険
- 地方公共団体事務（福岡市戸籍の謄抄本など公的証明書の交付）
- 福岡市東区および糟屋郡粕屋町の各一部地域および糟屋郡久山町内の全域の集配業務
- ゆうゆう窓口

### ゆうちょ銀行福岡東店
- 貯金、貸付、為替、振替、振込、国際送金、外貨両替、トラベラーズチェック、国債、投資信託、変額年金保険
- ATM

## 周辺
- イオンモール香椎浜
- 国道3号

## アクセス
- JR鹿児島本線・西鉄貝塚線 千早駅（東口）から徒歩約18分
- 西鉄バス 香椎浜四丁目停留所下車
- 福岡高速1号線 香椎浜出入口からすぐ
- 駐車場あり：27台